# 마리아 미로노바
마리아 미로노바(러시아어: Мария Миронова, 영어: Maria Mironova, 1973년 5월 28일 ~ )는 소련, 러시아의 배우이다. 배우 안드레이 미로노프와 배우 예카테리나 그라도바의 딸이다.